# Ý
Litera Ý występuje m.in. w alfabetach języków czeskiego, słowackiego, farerskiego, islandzkiego, turkmeńskiego i wietnamskiego.

## Zastosowania
- W alfabecie islandzkim dla oznaczenia samogłoski [i] lub [iː]. Jej wymowa jest identyczna jak wymowa islandzkiej litery „í”[2];
- W łacince turkmeńskiej dla oznaczenia spółgłoski [j][3];
- W alfabecie hiszpańskim była używana dawniej, obecnie wyszła z użycia i przetrwała w nazwisku Ýñigo i toponimie Aýna; jest czytana jako [i][4];
- W alfabecie czeskim i słowackim czyta się ją jako [iː], bowiem w obu wymienionych językach zanikło rozróżnienie między dźwiękiem „y” a „i”;
- W alfabecie portugalskim była dawniej (w Portugalii do 1911, w Brazylii do 1947) używana w hellenizmach, ale zastąpiono ją literami „Í” i „Ì”;
- W romanizacjach alfabetu rosyjskiego jest używana do oznaczenia litery „Ы́(inne języki)”;
- W alfabecie wietnamskim dla oznaczenia głoski [i˧˥] (i z tonem wysokim wznoszącym się). W Wietnamie używa się jej także jako skrótu dla oznaczenia Włoch, ponieważ po wietnamsku Włochy to Ý Đại Lợi;
- Proponowano jego użycie w łacince kazachskiej do oznaczania głoski [w] oraz dyftongów [ʊw] i [ʉw] (jako odpowiednik cyrylicznej litery „У”) ale propozycja nie doszła do skutku, zamiast tego używa się litery „U”.